# آوانس (گارون)
آوانس (به فرانسوی: Avance) یک رود در فرانسه است.